# Stedenboeken

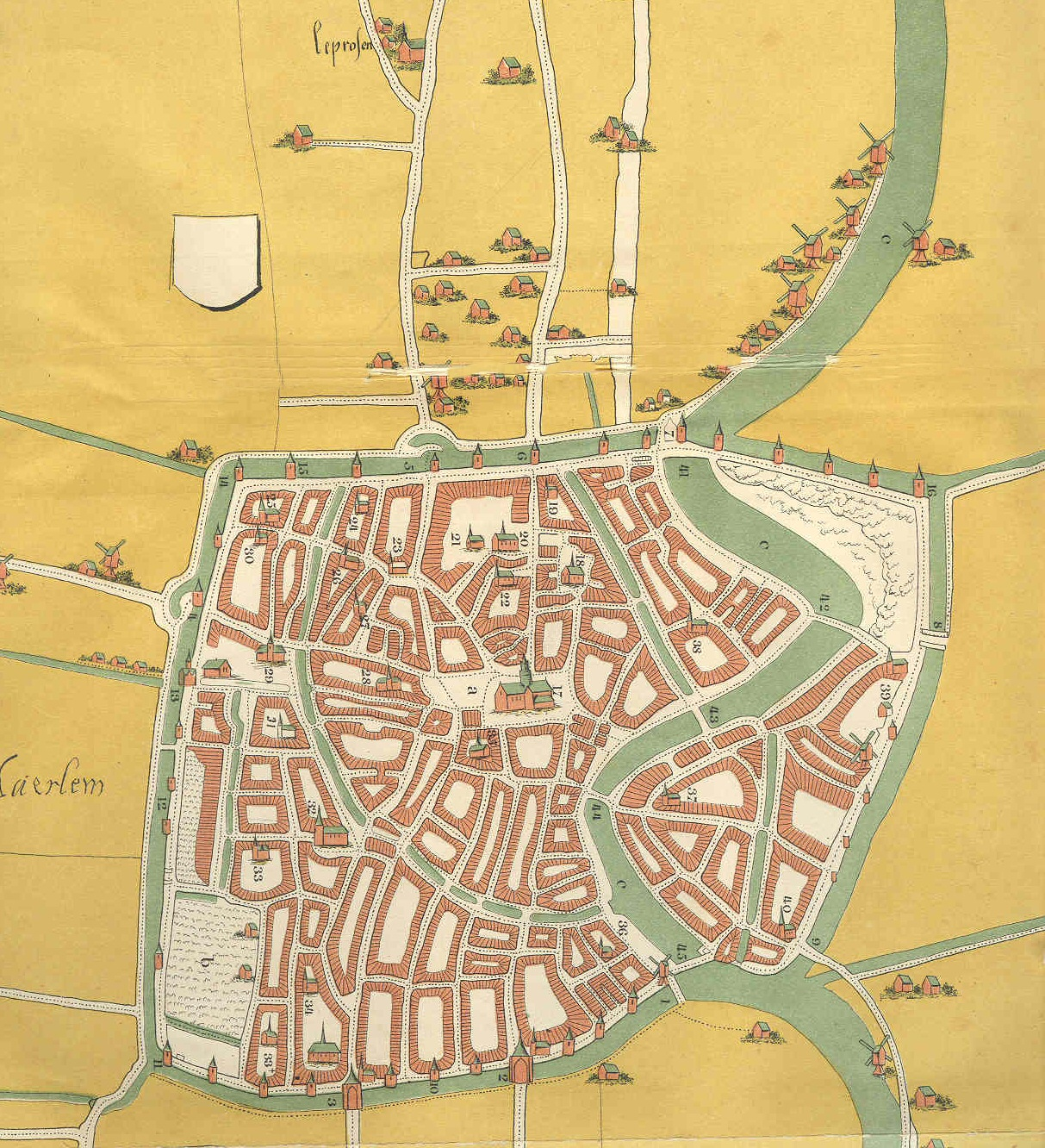
Plattegrond van Haarlem uit 1550 door Jacob van Deventer

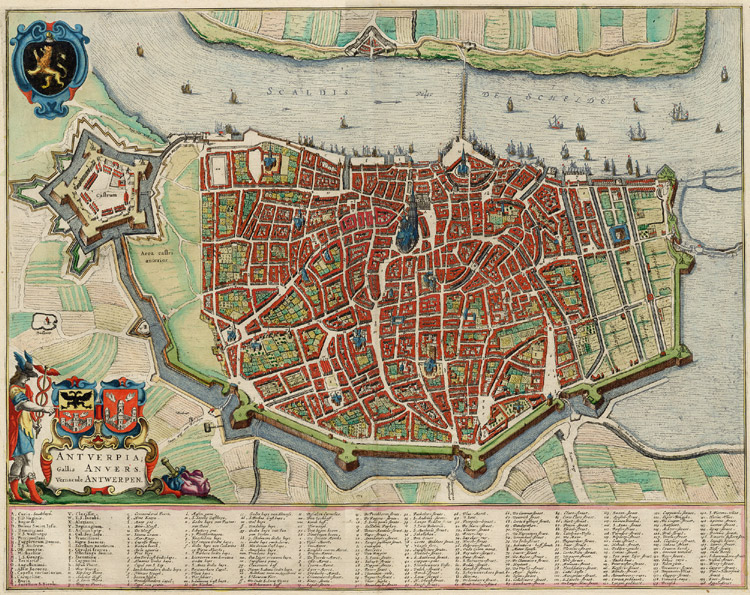
Plattegrond van Antwerpen, uitgave Willem Blaeu

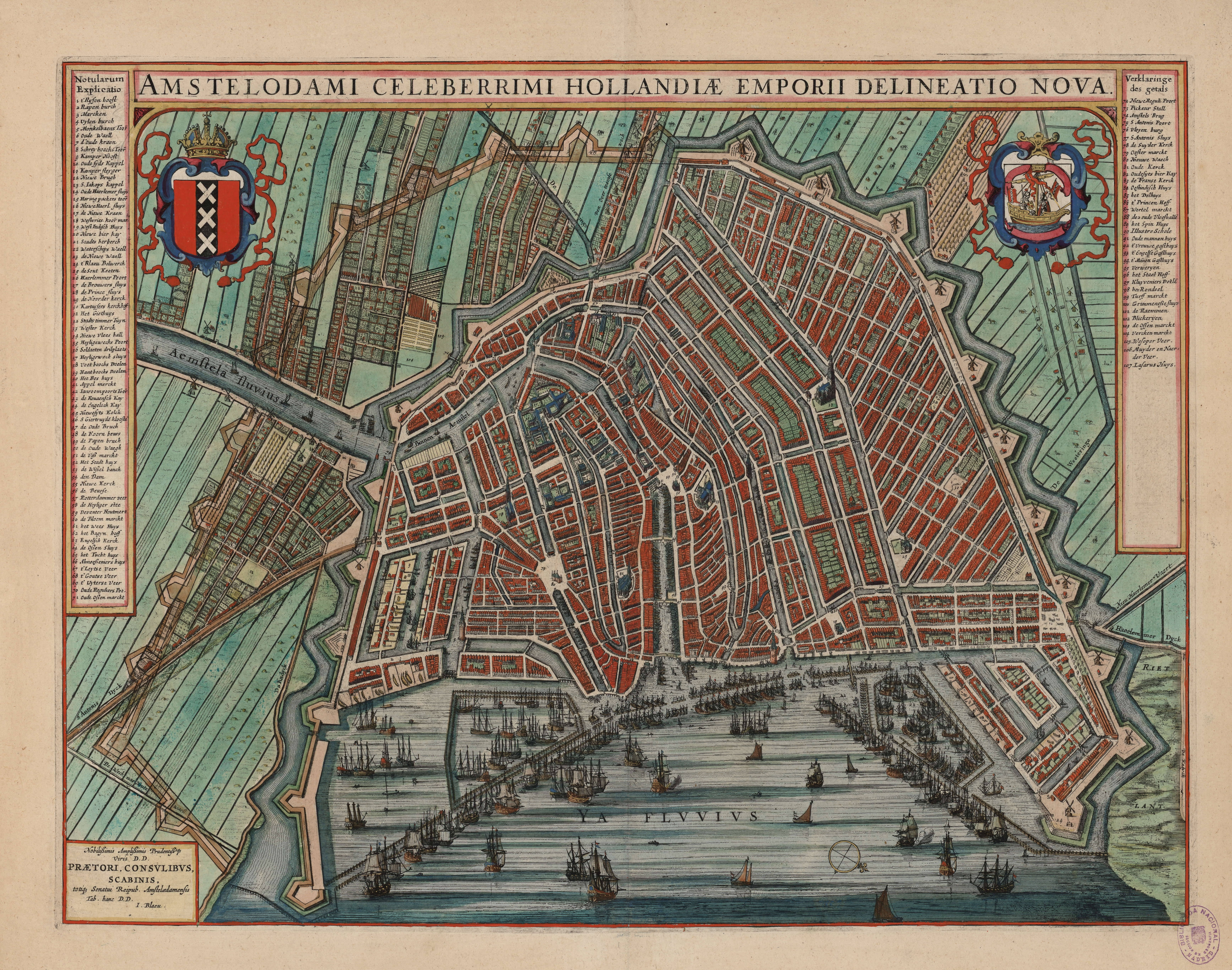
Plattegrond van Amsterdam, uitgave Willem Blaeu

Stedenboeken met plattegronden van en zichten op steden zijn de tegenhangers van de grote atlassen met kaarten. Ze werden uitgegeven door dezelfde beroemde uitgevers in de zestiende en de zeventiende eeuw. Een meer correcte naam is Stedenatlas.

## Geschiedenis
De voorlopers van de stedenatlassen waren boeken waarin naast veel gedrukte tekst ook stadsplattegronden werden afgebeeld, zoals het Supplementum chronicarum van Jacopo Filippo da Bergamo Foresti uit 1483, waarin 1486 illustraties voorkwamen. Een ander voorbeeld is het Liber chronicarum van Hartmann Schedels uit 1493. Regionale stedenatlassen verschenen vanaf de tweede helft van de 16e eeuw in drukcentra als Lyon en Venetië: Guillaume Guéroult (1552), Antoine du Pinet (1564), Ferdinando Bertelli (1568) en Giulio Ballino (1569). In 1567 verzorgde Lodovico Guicciardini een geïllustreerde uitgave van zijn Descritione di tutti i Paesi Bassi (Beschrijving van de Nederlanden) waarin ook vele stadsplattegronden waren afgebeeld. Sommige daarvan waren gebaseerd op het werk van de Nederlandse landmeter en cartograaf Jacob van Deventer (1500-1575), die van koning Filip II opdracht had gekregen om van alle Nederlandse steden een plattegrond te tekenen. Zo ontstonden tussen 1545 en 1575 meer dan 250 gedetailleerde plattegronden. Vanwege hun militair-strategische aard werden ze echter nooit in druk uitgegeven.
De eerste stedenatlas met wereldomspannende ambitie was die van Georg Braun en Frans Hogenberg. De zes delen van hun Civitates Orbis Terrarum (1572-1617) zouden uiteindelijk 475 steden behandelen op vier continenten. Braun, kanunnik van de Dom van Keulen, stelde de tekst samen en Hogenberg zorgde voor de gravures. Een aantal daarvan was gebaseerd op tekeningen van Joris Hoefnagel, een topografische kunstenaar. De Civitates Orbis Terrarum, die in Keulen werd gedrukt en uitgegeven, gold als de ideale aanvulling op de wereldatlas Theatrum Orbis Terrarum van Ortelius. De stedenreeks was een typisch product van de Zuid-Nederlandse cartografie en stond model voor de grote Amsterdamse stedenboeken uit de 17e eeuw.
De 363 koperplaten waarmee de kaarten en topografische prenten van Civitates Orbis Terrarum werden afgedrukt, gingen later van hand tot hand. In 1653 wist de Amsterdamse uitgever Johannes Janssonius ze te bemachtigen en gaf ze in een achtdelig stedenboek uit. Voortbouwend op de oorspronkelijke uitgave van Braun & Hogenberg, en gebruikmakend van de inmiddels gepubliceerde nieuwe plattegronden en kleinere stedenreeksen, verschenen in de tweede helft van de 17e eeuw de stedenboeken van Joan Blaeu, Johannes Janssonius en Frederik de Wit.
De eerste grote Nederlandse stedenreeks was die van de Amsterdamse uitgever van boeken en kaarten Blaeu. Zijn in 1649 verschenen, tweedelige uitgave beperkte zich tot de Noordelijke en de Zuidelijke Nederlanden (respectievelijk het Statendeel en het Koningsdeel). Zijn plan uiteindelijk de kaarten van alle steden van de wereld in een grote reeks stedenboeken te bundelen, kwam niet tot stand. In 1663 publiceerde Joan Blaeu drie Italiaanse stedenboeken, Citta del Vaticano, Roma en Napoli & Sicilia. Later volgden in 1682 de delen Piëmont en Savoye. Een complete herdruk van het werk, in vier delen, verscheen in 1704/05 bij Pieter Mortier, nu met de teksten in het Latijn, Frans of Nederlands. De stedenboeken van Italië werden later nog een keer uitgebracht door Rutgert Christoffel Alberts in Den Haag.
In 1657 volgde Blaeus concurrent Johannes Janssonius met stedenboeken van de wereld waarin inderdaad alle steden voorkwamen. Door het kopiëren van Blaeus plattegronden en door het aankopen van de drukplaten van het bovenvermelde werk van Braun & Hogenberg, lukte hem dat. Daardoor had hij zo een vijfhonderd koperplaten voorhanden.
Ongeveer veertig jaar later waagde Frederik de Wit zich aan nieuwe stedenboeken. Hij was bedreven in het bewerken van bestaande koperplaten. Er werden o.a. kompasrozen toegevoegd en soms werden er nieuwe cartouches gemaakt. Omstreeks 1690 bemachtigde hij een groot aantal overgebleven koperen drukplaten uit de oude voorraad van de opgeheven bedrijven van Blaeu en Janssonius. Een tweedelige uitgave met 260 plattegronden en stadsgezichten was het resultaat.
Met het werk van De Wit kwam er een einde aan de periode van de grote Amsterdamse stedenboeken. Toch hebben een aantal koperplaten van De Wit nog een lang leven gehad. Omstreeks 1730 werden een aantal gebruikt door de Leidse drukker Pieter van der Aa en tot diep in de 18e eeuw weer afgedrukt en verkocht door het Amsterdamse bedrijf van Covens & Mortier.
Kleine stadsplattegronden werden vanaf circa 1740 uitgegeven door Isaak Tirion. Zij worden ook aangetroffen in de Tegenwoordige Staat der Vereenigde Nederlanden, ook een uitgave van Tirion.

## Bron
- Universiteitsbibliotheek van Amsterdam, stedenboeken van de Nederlanden
- Universiteitsbibliotheek van Amsterdam, stedenboeken van Italië[dode link]
- Overzicht stedenatlassen in de Universiteitsbibliotheek van Amsterdam
- Stedenboek 'Theatrum ichnographicum omnium urbium', 1698, De Wit op website Koninklijke Bibliotheek

## Voetnoten
1. ↑  MvE, Wereldsteden van de 16de eeuw: Braun & Hogenbergs Civitates orbis terrarum, Universiteitsbibliotheek Utrecht, januari 2018